# Anna Lapwood
Anna Lapwood (28 de julio de 1995) es una multinstrumentista británica, pero principalmente organista, músico y directora de orquesta.
Es la primera mujer en obtener una beca de órgano en Magdalen College, Oxford, así como directora en Pembroke College, Cambridge.

## Juventud y formación
Anna Lapwood toca quince instrumentos diferentes, incluidos el piano, el violín, la percusión, la viola, pero sobre todo el arpa y el órgano. Ha sido notablemente arpista en la National Youth Orchestra of Great Britain.
También es compositora, arreglista y editora.

## Carrera profesional
Anna Lapwood se convierte en la primera mujer en obtener una beca de órgano en Magdalen College, Oxford en los 560 años de historia de la institución. A los 21 años, se convirtió en directora de orquesta en el Pembroke College, Cambridge, lo que la convirtió en la persona más joven en ocupar ese puesto en las universidades de Oxford y Cambridge en toda la historia. En 2018, en particular, fundó allí un coro femenino para colegialas de once a dieciocho años.
Desde 2018, organiza una «bach-a-thon», una sesión de interpretación de todas las obras para órgano de Johan Sebastián Bach. En 2018, stoma la decisión de convocar a otras veintiuna organistas exclusivamente femeninas para conmemorar el centenario de la Ley de Representación del Pueblo de 1918 que abrió el derecho al voto a las mujeres británicas. Anna Lapwood también lo organiza para promover el lugar de la mujer en el mundo de la música clásica y en particular del órgano. Esta elección también se hizo en reacción al comentario de un miembro del jurado de un concurso internacional de órgano, que le había aconsejado que tocara «más como un hombre».
Anna Lapwood grabó su primer álbum, Images, en el órgano de la catedral de Ely, en 2021, en el que, en particular, interpretó Four Sea Interludes de Benjamin Britten. Es popular en la red social TikTok, donde sus videos de órgano, a menudo acompañados del hashtag #PlayLikeAGirl, son muy apreciados
En mayo de 2022, actuó en concierto con Bonobo en el Royal Albert Hall, de cuyo órgano fue artista asociada.